# 넥서스 (프로레슬링)

WWE 넥서스 로고

넥서스 또는 뉴 넥서스는 WWE 러 브랜드에 활동하는 프로레슬링 악역 스테이블이다. 원래 NXT 시즌 1의 멤버들로 구성되었다. 그들은 첫 등장시 모든 멤버가 WWE와 계약하기를 원한다고 밝혀왔다. 원래 웨이드 배럿이 리더였다. 주로 존 시나와 대립을 했고, 헬 인 어 셀 2010에서 배럿이 시나를 물리치면서 강제로 시나가 넥서스의 멤버가 되었다. 하지만 서바이벌 시리즈 2010에서 시나가 해고되면서 팀을 떠나게 되었고, 배럿이 다시 시나를 WWE에 복직시키면서 다시 대립을 이어간다. 넥서스는 WWE 태그팀 타이틀을 2회나 차지한다. (멤버는 다르지만). 2011년에는 웨이드 배럿이 CM 펑크에 의해 축출당하고 새로운 리더가 되었다. 이로 인해 배럿은 스맥다운으로 이적하게 된다. 2011년 7월 CM펑크의 계약문제로 펑크가 해체되고 오턴가와 맥길리커티는 2011년 8월 22일 WWE 태그팀 챔피언을 잃어 끝내 해체되고 만다. 이렇게 넥서스는 사실상 해체되었다.

## 정보
- 역대 멤버=데이비드 오턴가, 허스키 해리스(지금의 브레이 와이어트이다), 메이슨 라이언, 마이클 맥길리커티(커티스 액슬), 스킵 셰필드(라이백), 다니엘 브라이언, 대런 영, 히쓰 슬레이터, 존 시나, 저스틴 가브리엘, 마이클 타버, 웨이드 배럿 (1기 리더), CM 펑크 (2기 리더)
- 등장=2010년 6월 7일 ~ 2011년 8월 1일
- 명칭= 넥서스 , 뉴 넥서스
- 소속단체=WWE

## 역대 멤버

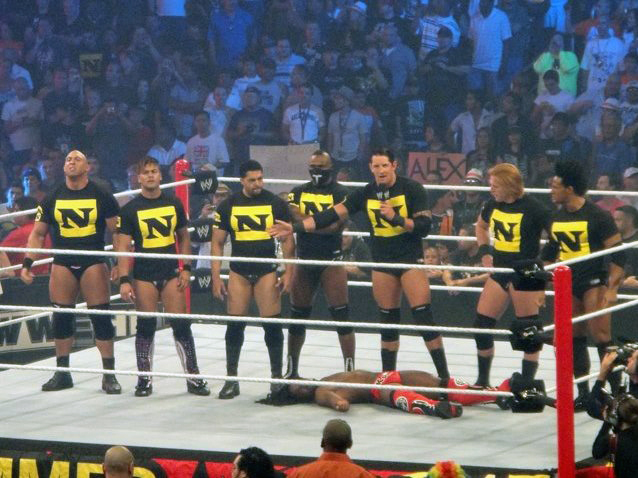
7명의 오리지널 멤버들 (L-R): 스킵 셰필드, 저스틴 가브리엘, 데이비드 오퉁가, 마이클 타버, 웨이드 바렛, 히스 슬레이터, 대런 영의 섬머슬램 2010에서의 모습

| 역대 멤버들            | 날짜                               |
| ---------------------- | ---------------------------------- |
| 데이비드 오퉁가        | 2010년 6월 7일 ~ 2011년 8월 22일   |
| 스킵 셰필드            | 2010년 6월 7일 ~ 2010년 8월 18일   |
| 허스키 해리스          | 2010년 10월 18일 ~ 2011년 1월 31일 |
| 마이클 맥길리커티      | 2010년 10월 18일 ~ 2011년 8월 22일 |
| 메이슨 라이언          | 2011년 1월 17일 ~ 2011년 7월 11일  |
| 다니엘 브라이언        | 2010년 6월 7일 ~ 2010년 6월 11일   |
| 대런 영                | 2010년 6월 7일 ~ 2010년 8월 16일   |
| 마이클 타버            | 2010년 6월 7일 ~ 2010년 10월 4일   |
| 존 시나                | 2010년 10월 3일 ~ 2010년 11월 21일 |
| 웨이드 배럿 (1기 리더) | 2010년 6월 7일 ~ 2011년 1월 3일    |
| 히스 슬레이터          | 2010년 6월 7일 ~ 2011년 1월 10일   |
| 저스틴 가브리엘        | 2010년 6월 7일 ~ 2011년 1월 10일   |
| CM 펑크 (2기 리더)     | 2010년 12월 27일 ~ 2011년 7월 17일 |

## 프로레슬링
- 프로레슬링 기술

- - 데이비드 오퉁가
    - 더 버딕트(쓰러스트 스파인버스터)

- - 허스키 해리스
    - 런닝 센턴, 스윙 리버스 STO

- - 마이클 맥길리커티
    - 맥길리커터(런닝 원 암드 스윙 넥브레이커)

- - 스킵 셰필드
    - 런닝 래리어트

- - 메이슨 라이언
    - 하우스 오브 페인(싯아웃 사이드 슬램)

- - 웨이드 바렛
    - 웨이스트렌드(포워드 파이어맨즈 케리 슬램)

- - 저스틴 가브리엘
    - 450˚ 스플래쉬

- - 다니엘 브라이언
    - 리벨 락(오모플라타 크로스페이스)

- - 히스 슬레이터
    - 스위트니스(점핑 러시안 레그스윕), 점핑 슬리퍼 슬램

- - 마이클 타버
    - 킬 샷(KO 펀치), 타버스 라이트닝(리버스 쓰로운 스쿱 파워슬램)

- - 대런 영
    - 히트 웨이브(스피닝 풀 넬슨 페이스버스터)

- - CM 펑크
    - 아나콘다 바이스(암 트랩 트라이앵글 초크), GTS/고 투 슬립(파이어맨즈 캐리 드롭 니 리프트)

- - 존 시나
    - AA/애디튜드 어드저스트먼트(파이어맨즈 캐리 닐링 테이크오버 슬램), STF(스텝오버 토홀드 페이스락)

- 테마곡
  - 위 아 더 원 (2010년 6월 7일 ~ 2011년 1월 10일)
  - 디스 파이어 번즈 (2011년 1월 17일 ~ 2011년 7월 17일)
  - 데스 블로우 (2011년 7월 14일)
  - 필 더 파워 (2011년 7월 21일 ~ 2011년 8월 1일)

## 챔피언

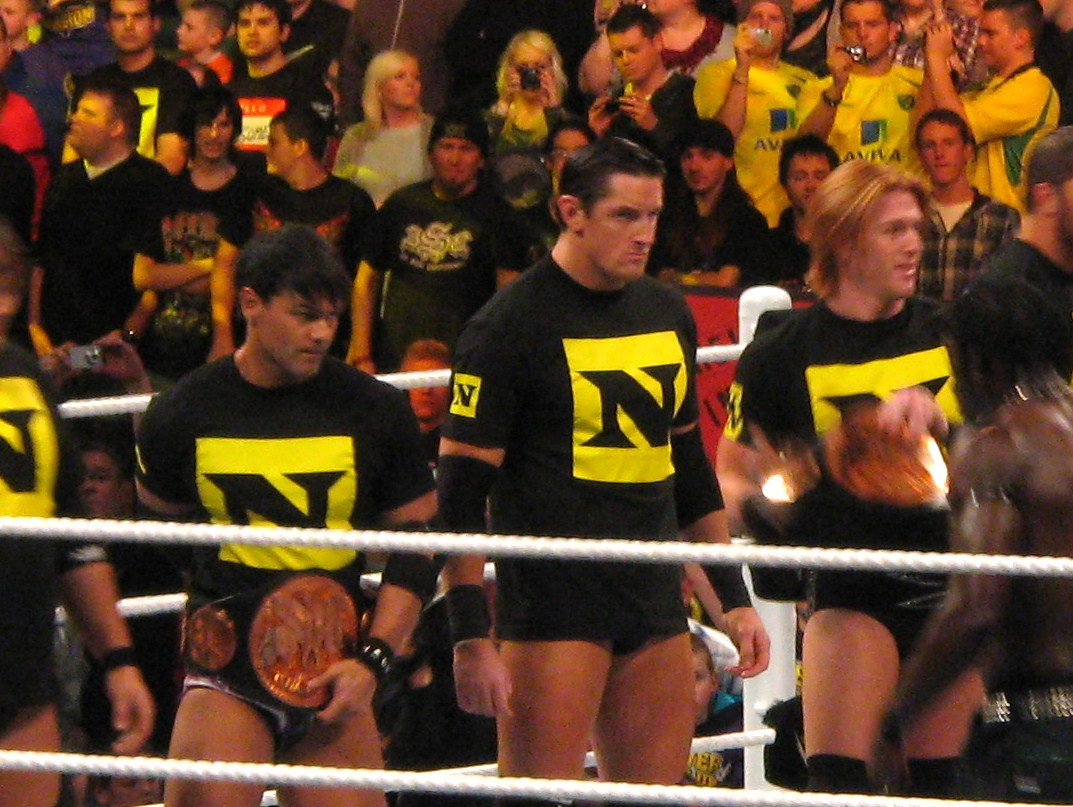
WWE 태그팀 챔피언 시절의 저스틴 가브리엘 & 히쓰 슬레이터

- WWE 태그팀 챔피언 (3회) – 존 시나 & 데이비드 오턴가 (1회), 히스 슬레이터 & 저스틴 가브리엘 (1회), 마이클 맥길리커티 & 데이비드 오턴가 (1회)
- NXT 시즌 1 챔피언 - 웨이드 배럿
- 2010년 슬레미 어워즈 가장 충격적인 장면 - 넥서스의 첫 등장

## 같이 보기
- NXT
- WWE 러